# إنشاء التقارير
أدوات إنشاء التقارير (أو برامج إنشاء التقارير) هي برامج حاسوب يستخدم لأخذ البيانات من مصدر معين كقاعدة بيانات أو نص لغة الترميز القابلة للامتداد XML أو جدول بيانات، ويستخدمها لإنشاء مستند بصيغة معينة تلبي احتياجات مستخدم معين.
تتوفر خاصية إنشاء التقارير في معظم نظم قواعد البيانات، حيث يكون مصدر البيانات قاعدة البيانات نفسها. يمكن القول أن إنشاء التقارير هو أحد أهداف استخدام جداول البيانات. أما أدوات إنشاء التقارير المستقلة فيمكن أن تعمل باستخدام مصادر بيانات عديدة واستيراد التقارير بصيغ وهيئات مختلفة.
تحدد نظرية نظم المعلومات أن المعلومات التي يجب أن تسلّم لقارئ أو مستخدم يجب أن تكون فورية، أي فور طلبها، ودقيقة وتلبي الغرض. تهدف برمجيات إنشاء التقارير إلى تلبية متطلبات المستخدمين بالتأكد من أن المعلومات تقدّم بطريقة قابلة للقراءة والفهم.